# Moron (Haiti)
Moron, in creolo haitiano Mowon, è un comune di Haiti facente parte dell'arrondissement di Jérémie nel dipartimento di Grand'Anse.